# Bol'šoj Chomus-Jurjach
Il Bol'šoj Chomus-Jurjach (grande Chomus-Jurjach) è un fiume della Russia siberiana nordorientale (Repubblica Autonoma della Jacuzia), tributario del mare della Siberia orientale.
Nasce dal versante settentrionale dei monti Suor-Ujata, scorrendo con direzione settentrionale nel bassopiano della Kolyma, in un ambiente di tundra artica, in un paesaggio piatto, paludoso nella stagione estiva e ricco di laghi (circa 2.600 nell'intero bacino, per una superficie complessiva di 377 km²). Sfocia nella parte occidentale del mare della Siberia orientale, a brevissima distanza dalla foce del fiume Alazeja. Il maggiore affluente è la Okulja, proveniente dalla destra idrografica.
Il bacino è pressoché completamente spopolato, e il fiume non incontra alcun centro urbano rilevante in tutto il suo corso. Il fiume è gelato, in media, dai primi di ottobre ai primi di giugno.